# Joconoxtle
Joconoxtle är en ort i Mexiko.   Den ligger i kommunen Ocotlán och delstaten Jalisco, i den centrala delen av landet, 400 km väster om huvudstaden Mexico City. Joconoxtle ligger 1 554 meter över havet och antalet invånare är 1 059.
Terrängen runt Joconoxtle är platt åt nordväst, men åt sydost är den kuperad. Runt Joconoxtle är det ganska tätbefolkat, med 248 invånare per kvadratkilometer. Närmaste större samhälle är Ocotlán, 14,8 km sydväst om Joconoxtle. Trakten runt Joconoxtle består till största delen av jordbruksmark.